# Lili Boniche
 (27 septembre 2013).
Lili Boniche, né Éliaou Élie Boniche le 29 avril 1922 à Alger et mort le 6 mars 2008 à Paris 9e, est un chanteur de musique arabo-andalouse originaire d'Algérie. Son répertoire comprend des styles variés comme le chaâbi, rumbas algéroises très populaires.

## Biographie
Né dans une famille juive, son père, mélomane et musicien convaincu, encourage les dispositions musicales de son fils en l'envoyant comme élève dès son plus jeune âge chez le maître Saoud l'Oranais, maître de hawzi, dérivé populaire de la musique classique arabo-andalouse. Il fréquente ensuite des écoles de musique réputées comme Moutribia et al-Moussilia.
Virtuose du luth à quinze ans, le directeur de Radio-Alger lui confie l'animation d'une émission consacrée au répertoire hawzi.
Inventant un genre populaire, mélangeant rumba, paso doble, tango, mambo avec la musique arabo-andalouse, il écrit des chansons en « francarabe ». À la veille de la Seconde Guerre mondiale, Lili Boniche est célèbre au Maghreb, il fait des tournées puis anime le théâtre aux armées. Tous les lundis, galas à l'opéra d'Alger pour les militaires. En 1946, il vient à Paris, se produit au Soleil d'Algérie, cabaret proche de la place Pigalle.
À la fin des années 1950, il abandonne sa carrière en épousant une comtesse qui l'exige, et prend la direction de quatre cinémas à Alger, mais continue à y chanter.
Après l'indépendance de l'Algérie en 1962 et l'exode des Pieds-noirs, il s'installe à Paris, se reconvertit dans la restauration et la vente de matériel de bureau, tout en pratiquant la musique en privé, chantant dans les fêtes de la communauté juive.
Il retrouve la scène et les studios au tournant des années 1980-1990. Sollicité par un journaliste, Francis Falceto, il fait une tournée dans toute l’Europe (au Barbican de Londres, à l’Olympia de Paris, en Allemagne, Belgique, Suède, Suisse, Italie, Espagne, etc.) et au Japon. Il enregistre l'album Alger, Alger, produit en 1996, et publié en 1999, sous la direction artistique de Bill Laswell, bassiste et producteur américain expert en world music.
La musique de Lili Boniche, celles de ses amis Maurice El Médioni ou Reinette l'Oranaise, redevient à la mode. En 2003, il publie Œuvres récentes, avec la collaboration du chanteur -M- et du batteur Manu Katché.
Cependant, au moment du tournage du film El Gusto, en 2007, un documentaire consacré aux musiciens juifs et musulmans pratiquant le Chaâbi, le chanteur n’est plus en mesure de monter sur scène et doit renoncer à participer à cette entreprise.

## Style et influence
Pratiquant le répertoire de la musique « andalouse » qu’un Edmond Yafil a su codifier au tout début du XXe siècle, il se situe dans une mouvance musicale proche de celle des chanteurs Lili Labassi (de son vrai nom Moyal, le père de Robert Castel) et Sassi Lebrati.
Lili Boniche est un innovateur dans le sens où il modernise radicalement son style pour satisfaire un public en quête de modernité. Il se produit dans une multitude de cabarets orientaux où le style oriental se mt les paroles sont de Mohamed Mahboub Stambouli dont Loukene Kanou ândi Lemlayene.
La chanson de Lili Boniche Ana El warka (dont les paroles sont de l'algérois Mustapha Kechkoul (1913-1991) et la musique du célèbre pianiste algérois Mustapha Skandrani (1920-2005)) est utilisée pendant près de huit ans au générique de l'émission culturelle de France 2, Des mots de minuit.
Il est connu pour ces airs « andalous » où il mêlait le français et l’arabe, bien avant Bob Azzam. Il a exercé une influence notable sur Enrico Macias qui reprend sa célèbre chanson L'Oriental.
La presse le présente comme un « chantre de la musique judéo-arabe », mais lui-même conteste cette appellation : « Est-ce qu’on dit d’un musicien musulman qu’il joue de la musique islamo-arabe ? Je joue de la musique arabe, un point c’est tout. »

## Discographie
- Lili live, enregistré le 26 mai 1998 à Paris, APC Play it again Sam, 1999
- Œuvres récentes, APC Play it Again Sam, 2003
- Il n'y a qu'un seul Dieu (live à l'Olympia), East West Warner Music France, 1999
- Trésors de la chanson judéo-arabe, Créon Mélodie
- Bambino, version arabe